# Site archéologique de la Verrerie de Trinquetaille
Le site archéologique de la Verrerie de Trinquetaille est un site acquis par la Ville d'Arles en 1978. Ce site a fait l'objet de fouilles archéologiques dans les années 1980 puis depuis 2013,,,par le service archéologique du musée départemental Arles antique et par l'Institut national de recherches archéologiques préventives (INRAP) avec la contribution du ministère de la Culture et de la Communication, du Centre national de la recherche scientifique (CNRS), de l'université[Laquelle ?] et de chercheurs indépendants.
La responsable de l'opération est Marie-Pierre Rothé (archéologue - CD13 - MDAA), et les co-responsables sont Julien Boislève (toichographologue - Inrap) et Alain Genot (archéologue - CD13- MDAA).

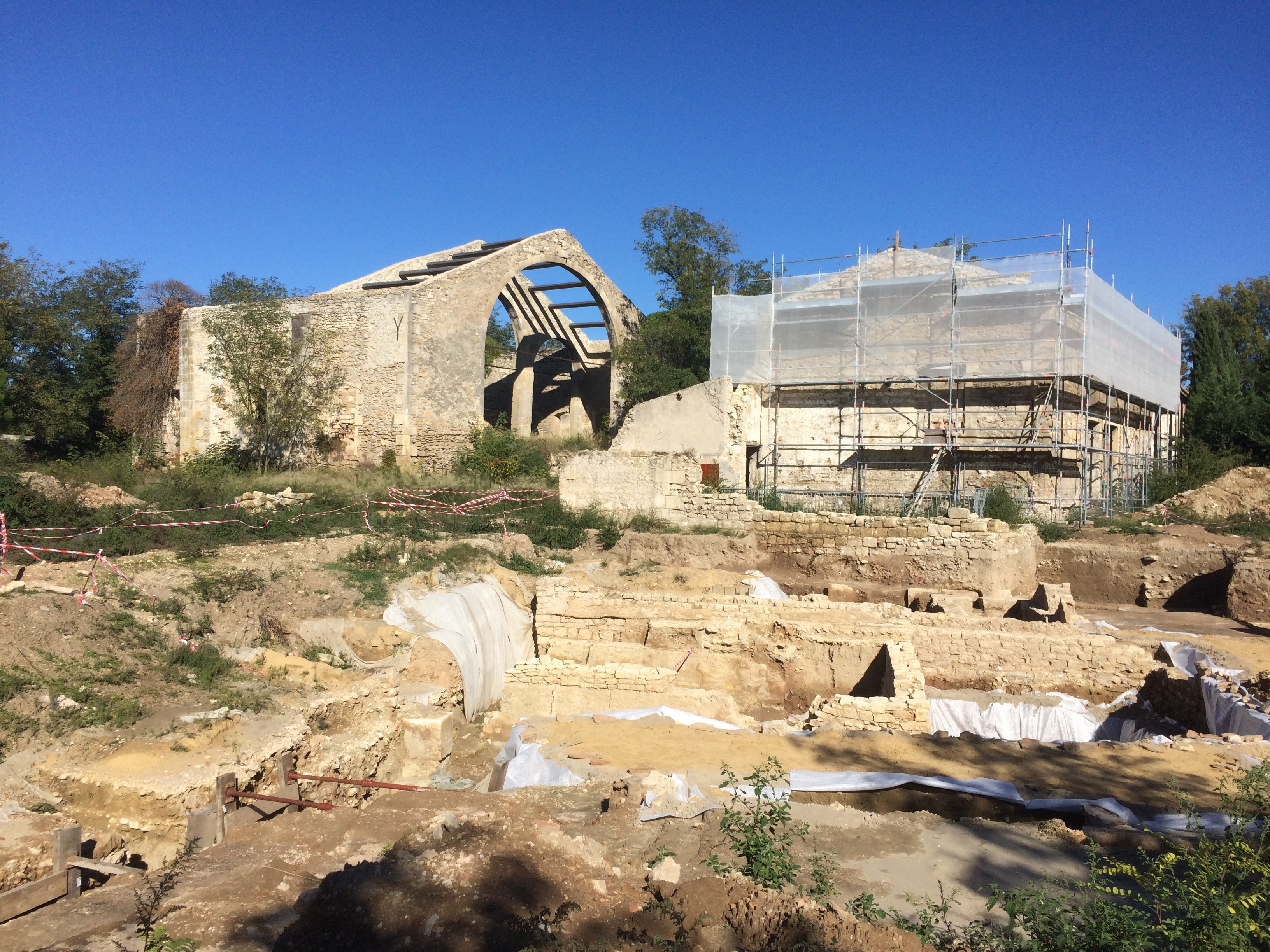
Vue sur le site en cours de fouille et en second plan deux bâtiments d'une verrerie du XVIIIe siècle.
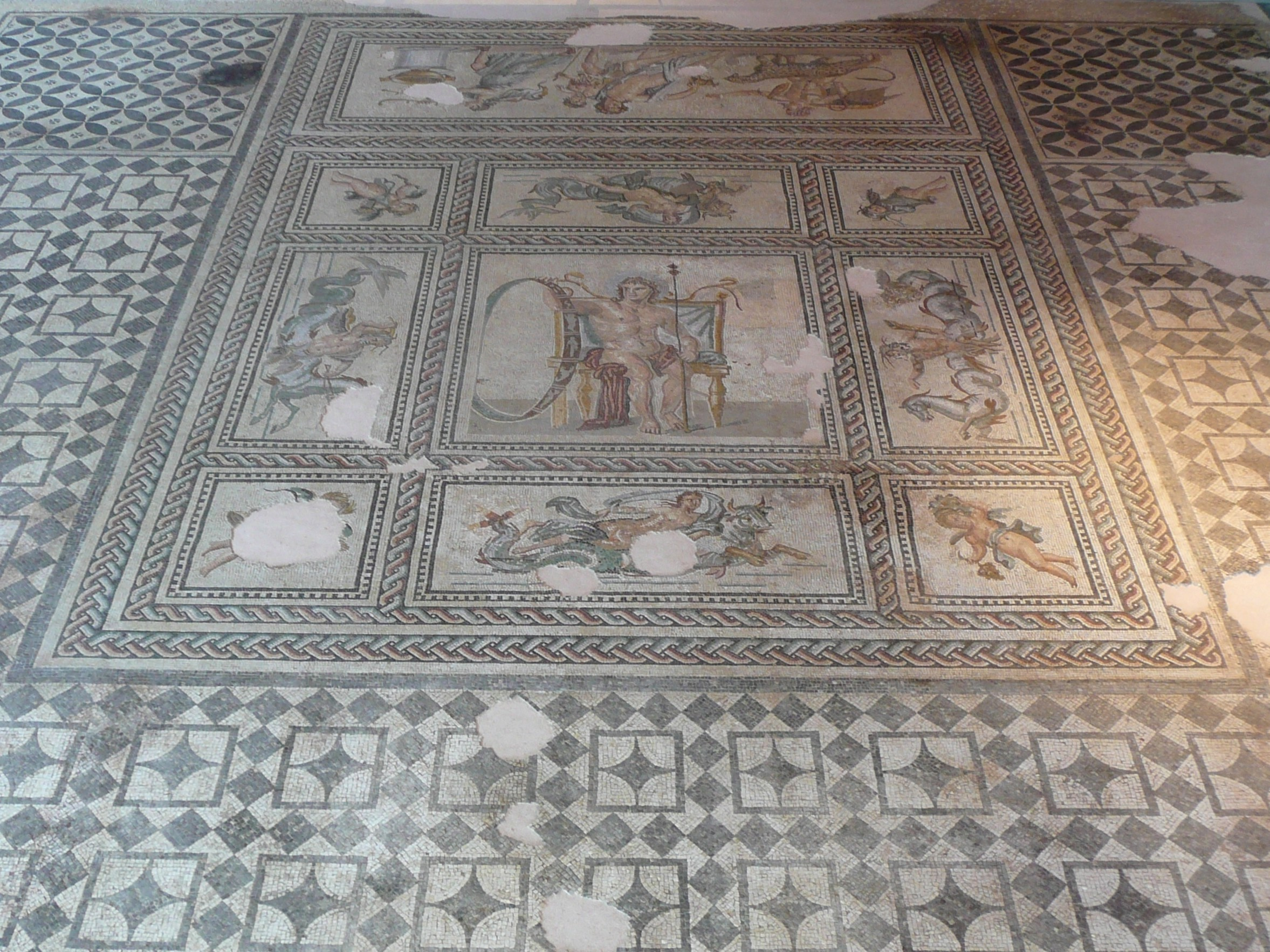
Le musée de l'Arles antique à Arles conserve une importante collection de mosaïques gallo-romaines et possède un atelier de restauration de mosaïques réputé.

## Historique
Le site archéologique de la Verrerie de Trinquetaille se situe en rive droite du Rhône à Arelate (Arles), zone occupée pendant l'Antiquité. Les fouilles ont révélé sur ce site des habitations datées du Ier siècle av. J.-C. au IIIe siècle apr. J.-C..
Les recherches récentes se sont centrées sur une très riche demeure datée du milieu du Ier siècle av. J.-C. Cette habitation romaine, scellée par des constructions ultérieures, a été fouillée au niveau de deux pièces mitoyennes et de la cour intérieure adjacente. Les archéologues ont notamment découvert de nombreux décors peints qui ornaient sols, murs et plafonds, dont certains fragments étaient encore en place sur les murs.
Ces décors se réfèrent stylistiquement au deuxième style pompéien, bien connu en Italie, notamment à Pompéi, Boscoreale et Herculanum. En Gaule, ce décor, daté entre -70 et -30, est à ce jour uniquement identifié dans la partie sud du territoire mais il reste rarissime. De ce point de vue, la découverte du site de la Verrerie revêt un caractère exceptionnel de par l'importance de la surface peinte mise au jour.
À titre d'exemple on peut citer la fresque ci-contre représentant une harpiste. Cette mégalographie (figuration de grande taille) est peinte sur fond rouge vermillon, un pigment très coûteux. La qualité de la figuration, l'expressivité des regards et le rendu des volumes et de l'éclairage illustrent la maîtrise de l'artisan que le commanditaire a probablement fait venir d'Italie. 
La domus de cette harpiste fut construite entre 70-50 avant notre ère, dont le plan et les modes de construction correspondant à ceux des hauts dignitaires et riches négociants romains de cette période. Cette maison ne fut fouillée que sur une zone de 105 m2. 
La cour de cette domus est partiellement couverte atrium (Xa) desservant des espaces dont cinq seulement furent reconnus. Sa galerie est ornée de peintures murales, et possède un sol en terre battue. Le centre de l'atrium est garnie d'un impluvium, bassin peu profond (BS1244), réalisé en blocs de pierre calcaire, avec un puits citerne en son extrémité sud-est. L'ouverture du toit en tuiles plates, ainsi que rondes, à ses bords garnis de plaques en terre cuite ornées de palmettes et d'un protomé de chien. La galerie dessert deux pièces fouillées au nord-nord-ouest, dont les peintures sont typiques du deuxième style pompéien. D'une superficie de 16 m2, la salle à manger est répertoriée VIIIb. On y accède par une porte à deux battants. Son sol est en béton incrusté d'éclats de roches colorées. Dans une alcôve se trouvait une petite frise représentant des Amours chasseurs. La salle de réception répertoriée VIIIa, dont la superficie est de 17 m2, est donnée comme étant la salle de réception. Elle ne possède pas de porte et est centrée sur l'impluvium. Son décor est somptueux, ce qui indique le statut social de tout premier plan du propriétaire. Son sol est peint à bandes noires, parfois crénelées.
Une occupation ultérieure est caractérisée par des domus toutes aussi luxueuses. Trois unités d'habitation de grande taille ont été fouillées dotées notamment de bassins en marbre et de fontaines, de grandes pièces aux sols décorés de mosaïques ou encore, pour l'une de ces pièces, d'un système de chauffage par hypocauste.
La mosaïque de l'Aiôn datée de la fin du IIe siècle est une des pièces majeures exposées au musée départemental Arles antique. Ce pavement provenant d'une salle à manger ou triclinium figure, dans son médaillon central, le dieu Annus (nom latin) - Aiôn (nom grec), « source de vitalité » qui préside au renouvellement des Saisons pour toute éternité.
Vers la fin du IIIe siècle, l'archéologie atteste une destruction violente du secteur suivie de son abandon.
Les terrains contenant les vestiges ont été classés au titre des monuments historiques par arrêté du 21 octobre 1953.

## La Verrerie aujourd'hui

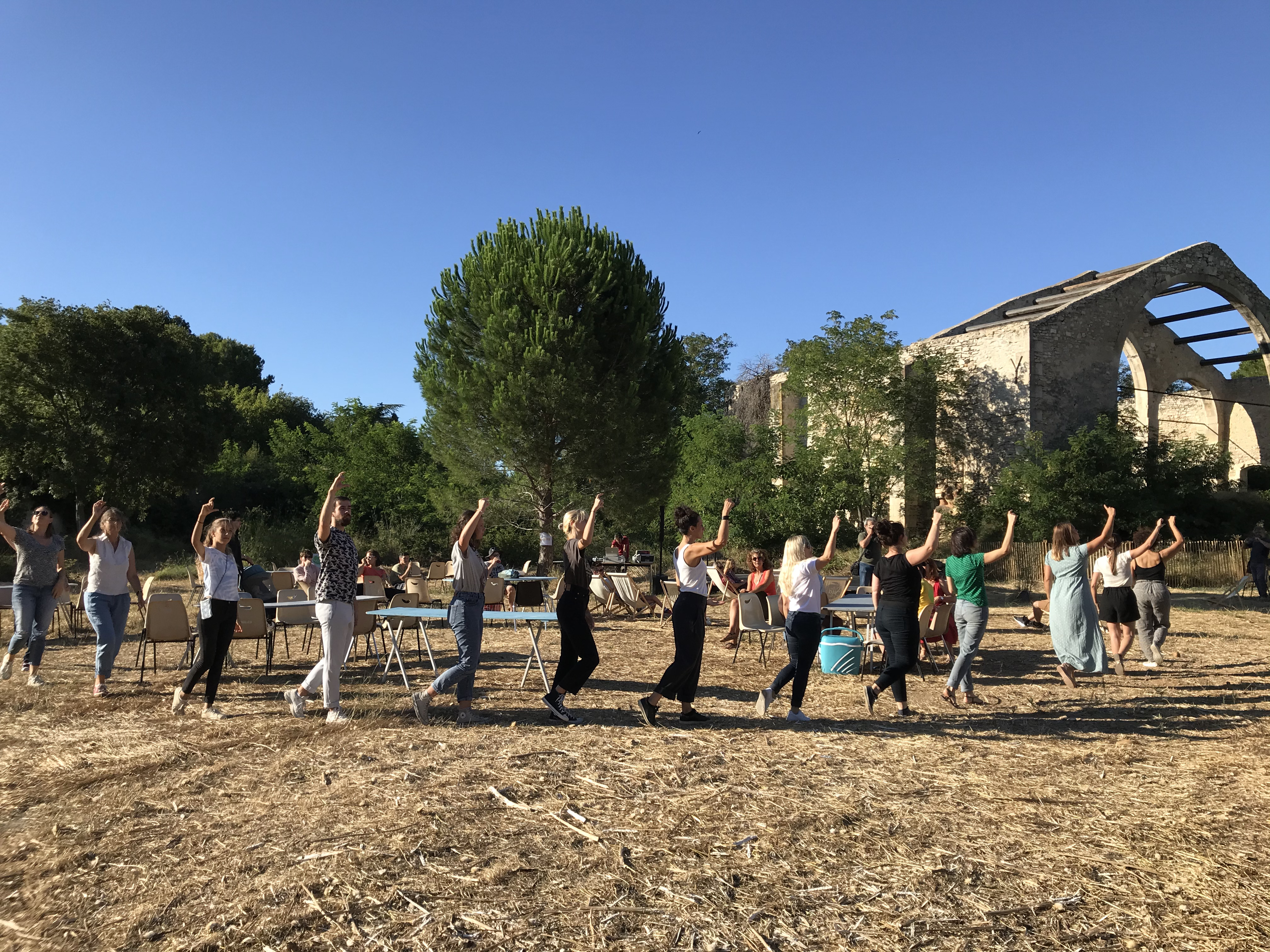
Nelken Line par l'Atelier Saugrenu à la fête des Trous du tiers-lieu de la Verrerie, Arles, 11 juillet 2020.

Les fouilles archéologiques ont été définitivement closes en 2019. À travers une convention de partenariat et immobilière avec la Ville d'Arles, le site de la Verrerie a été mis à disposition de l'Association Vers un tiers-lieu en pays d'Arles. 
Depuis lors, le « tiers-lieu culturel et civique de la Verrerie » y propose un espace de rencontres et d'expérimentation du « bien vivre ensemble », autour de l'éco-responsabilité et valorisant les patrimoines naturels, matériels et immatériels du site. Le tiers-lieu a entamé l'aménagement des extérieurs du site, en commençant par son jardin de 4 000 m2 et porte un projet de réhabilitation bâti et paysager.  